# 三輪郁佳
三輪 郁佳（みわ あやか、1988年12月23日 - ）は、広島県東広島市出身の女子自転車競技（BMX）選手。広島県立河内高等学校卒業。

## 人物
広州アジア大会の銀メダリストである。伯和ビクトリーズのマスコットガールを務めたこともある。

## 略歴
小学5年生の時、遊びに行った土師ダムで、弟がBMXをはじめた。その影響で、初めは自転車に乗るのを怖がっていた三輪もBMXに興味を持ち、自転車に乗るようになった。
2000年、全日本選手権十二歳以下の部で優勝。
2006年と2008年には、全日本選手権で優勝。
2010年には、広州アジア大会にて銀メダルを獲得した。